# The 9th Circle
The 9th Circle è un cortometraggio del 2008 diretto da Damien Leone.

## Trama
Ad Halloween, verso le quattro del pomeriggio, una giovane donna entra nella sala d'aspetto della stazione ferroviaria di Realmsville, tira fuori un libro dallo zaino e inizia a leggere. È sola. Entra un clown, suona il clacson di un corno giocattolo e comincia a infastidirla. Le offre un fiore di plastica e lei, riluttante, accetta, per poi scoprire che all'interno ci sono due scarafaggi enormi. Dopo che il clown le inietta un farmaco stordente, la giovane comincia a sentirsi male e sviene, mentre lui la saluta ridendo sadicamente. La ragazza si ritrova in un seminterrato nel sottosuolo, dove oscure figure stanno compiendo un rito satanico durante il quale varie donne vengono mutilate e uccise. Una di queste è una donna incinta, alla quale il feto viene strappato dal grembo mentre è ancora cosciente. Morta la donna, la protagonista è la seconda a venir uccisa dal culto.